# Маскігон (округ)
Шаблон:StateAbbr_ 43°17′ пн. ш. 86°27′ зх. д. / 43.29° пн. ш. 86.45° зх. д.
Округ Маскіґон (англ. Muskegon County) — округ (графство) у штаті Мічиган, США. Ідентифікатор округу 26121.

## Історія
Округ утворений 1859 року.

## Демографія
За даними перепису 2000 року загальне населення округу становило 170200 осіб, зокрема міського населення було 125974, а сільського — 44226. Серед мешканців округу чоловіків було 84359, а жінок — 85841. В окрузі було 63330 домогосподарств, 44298 родин, які мешкали в 68556 будинках.тСередній розмір родини становив 3,1.
Віковий розподіл населення поданий у таблиці:
| Стать    | До 15 років | 15-21 | 22-29 | 30-39 | 40-49 | 50-65 | 65-85 | Понад 85 |
| -------- | ----------- | ----- | ----- | ----- | ----- | ----- | ----- | -------- |
| Чоловіки | 19951       | 8599  | 8648  | 12885 | 13238 | 12106 | 8148  | 784      |
| Жінки    | 18814       | 8245  | 8053  | 12039 | 13116 | 12619 | 11183 | 1772     |

## Суміжні округи
- Оушеана — північ
- Невейго — північний схід
- Кент — схід
- Оттава — схід
- Оттава — південь
- Мілвокі, Вісконсин — південний захід
- Озокі, Вісконсин — захід

## Виноски
1. ↑  U.S. Decennial Census. United States Census Bureau. Архів оригіналу за 4 квітня 2018. Процитовано 27 вересня 2014.
2. ↑  Historical Census Browser. University of Virginia Library. Архів оригіналу за 11 серпня 2012. Процитовано 27 вересня 2014.
3. ↑  Population of Counties by Decennial Census: 1900 to 1990. United States Census Bureau. Архів оригіналу за 15 лютого 2015. Процитовано 27 вересня 2014.
4. ↑  Census 2000 PHC-T-4. Ranking Tables for Counties: 1990 and 2000 (PDF). United States Census Bureau. Архів оригіналу (PDF) за 18 грудня 2014. Процитовано 27 вересня 2014.
5. ↑  State & County QuickFacts. United States Census Bureau. Архів оригіналу за 7 липня 2011. Процитовано 28 серпня 2013.
6. ↑  American FactFinder. Бюро перепису населення США. Архів оригіналу за 26 лютого 2012. Процитовано 31 січня 2008.

| США | Це незавершена стаття з географії США. Ви можете допомогти проєкту, виправивши або дописавши її. |